# Monaco op de Olympische Winterspelen 2022
Monaco nam deel aan de Olympische Winterspelen 2022 in Peking in China.

## Deelnemers en resultaten
(m) = mannen, (v) = vrouwen 

### Alpineskiën
Mannen
| Naam               | Onderdeel  | 1e run  | 1e run | 2e run | 2e run | Totaal  | Totaal |
| Naam               | Onderdeel  | Tijd    | Rang   | Tijd   | Rang   | Tijd    | Rang   |
| ------------------ | ---------- | ------- | ------ | ------ | ------ | ------- | ------ |
| Arnaud Alessandria | Combinatie | 1:45,79 | 15     | 58,41  | 16     | 2:44,20 | 13     |
| Arnaud Alessandria | Afdaling   | n.v.t.  | n.v.t. | n.v.t. | n.v.t. | 1:46,25 | 29     |
| Arnaud Alessandria | Super G    | n.v.t.  | n.v.t. | n.v.t. | n.v.t. | 1:24.68 | 31     |

### Bobsleeën
| Naam                      | Onderdeel       | Run 1 | Run 1 | Run 2 | Run 2 | Run 3 | Run 3 | Run 4   | Run 4 | Totaal  | Totaal |
| Naam                      | Onderdeel       | Tijd  | Rang  | Tijd  | Rang  | Tijd  | Rang  | Tijd    | Rang  | Tijd    | Rang   |
| ------------------------- | --------------- | ----- | ----- | ----- | ----- | ----- | ----- | ------- | ----- | ------- | ------ |
| Rudy Rinaldi * Boris Vain | Tweemansbob (m) | 59,62 | 9     | 59,90 | 3     | 59,57 | 4     | 1:00,05 | 10    | 3:59,14 | 6      |

* – Geeft de bestuurder van de slee aan
Albanië · Amerikaans-Samoa · Amerikaanse Maagdeneilanden · Andorra · Argentinië · Armenië · Australië · Azerbeidzjan · België · Bolivia · Bosnië en Herzegovina · Brazilië · Bulgarije · Canada · Chili · China · Chinees Taipei · Colombia · Cyprus · Denemarken · Duitsland · Ecuador · Eritrea · Estland · Filipijnen · Finland · Frankrijk · Georgië · Ghana · Griekenland · Groot-Brittannië · Haïti · Hongarije · Hongkong · Ierland · IJsland · India · Iran · Israël · Italië · Jamaica · Japan · Kazachstan · Kirgizië · Kosovo · Kroatië · Letland · Libanon · Liechtenstein · Litouwen · Luxemburg · Madagaskar · Maleisië · Malta · Marokko · Mexico · Moldavië · Monaco · Mongolië · Montenegro · Nederland · Nieuw-Zeeland · Nigeria · Noord-Macedonië · Noorwegen · Oekraïne · Oezbekistan · Oost-Timor · Oostenrijk · Pakistan · Peru · Polen · Portugal · Puerto Rico · Roemenië · San Marino · Saoedi-Arabië · Servië · Slovenië · Slowakije · Spanje · Thailand · Trinidad en Tobago · Tsjechië · Turkije · Verenigde Staten · Wit-Rusland · Zuid-Korea · Zweden · Zwitserland
Russische ploeg